# Autopista 10
L'autopista 10 est une route de l'est du Venezuela qui relie la ville de Carúpano sur la côte caraïbe à la frontière avec le Brésil dans le Sud-Est du pays. Au Brésil, elle se prolonge par la BR-174, une route fédérale qui se termine à Cáceres non loin de la frontière avec la Bolivie. L'autopista 10 relie plusieurs grandes villes comme Maturín et Ciudad Guayana et dessert le parc national Canaima.